# 1976 في السويد
فيما يلي قوائم الأحداث التي وقعت خلال عام 1976 في السويد.

## سياسة

### انتهاء فترة المنصب
- 8 أكتوبر – أولوف بالمه رئيس وزراء السويد.

## مواليد

### فبراير
- 11 فبراير – فريدريك أوهلاندير لاعب كرة يد سويدي.

### مارس
- 17 مارس – يوهان ستيجيفيلت متسابق دراجات نارية سويدي.

### أبريل
- 5 أبريل – هنريك ستينسون لاعب غولف سويدي.

### مايو
- 25 مايو – ستيفان هولم منافِس ألعاب قوى سويدي.
- 30 مايو – ماجنوس نورمان لاعب كرة مضرب سويدي.

### يونيو
- 17 يونيو – لي باكستر لاعب كرة قدم إنجليزي.
- 29 يونيو – دانيال كارلسون سائق راليات سويدي.

### يوليو
- 17 يوليو – أندرس سفينسون لاعب كرة قدم سويدي.
- 18 يوليو – ماغنوس جيرنيمير لاعب كرة يد سويدي.
- 19 يوليو – إريك بريدز

### أغسطس
- 25 أغسطس – الكسندر سكارسجارد

### سبتمبر
- 9 سبتمبر – فريدريك واتز متسابق دراجات نارية سويدي.

### أكتوبر
- 12 أكتوبر – كايسا بيرغفيست منافِسة أوليمبية سويدية.

### نوفمبر
- 8 نوفمبر – أتيلا ليفين ملاكم سويدي.
- 10 نوفمبر – مارتن آسلوند لاعب كرة قدم سويدي.
- 26 نوفمبر – أندرياس أوغستسن لاعب كرة قدم سويدي.

### ديسمبر
- 14 ديسمبر – بيتر هانسون لاعب كرة قدم سويدي.

### أبريل
- 4 أبريل – هاري نايكست (مواليد 1889) رياضياتي أمريكي.

### أغسطس
- 25 أغسطس – إيفند يونسون (مواليد 1900) كاتب سويدي.